# San Giovanni Battista degli Spinelli

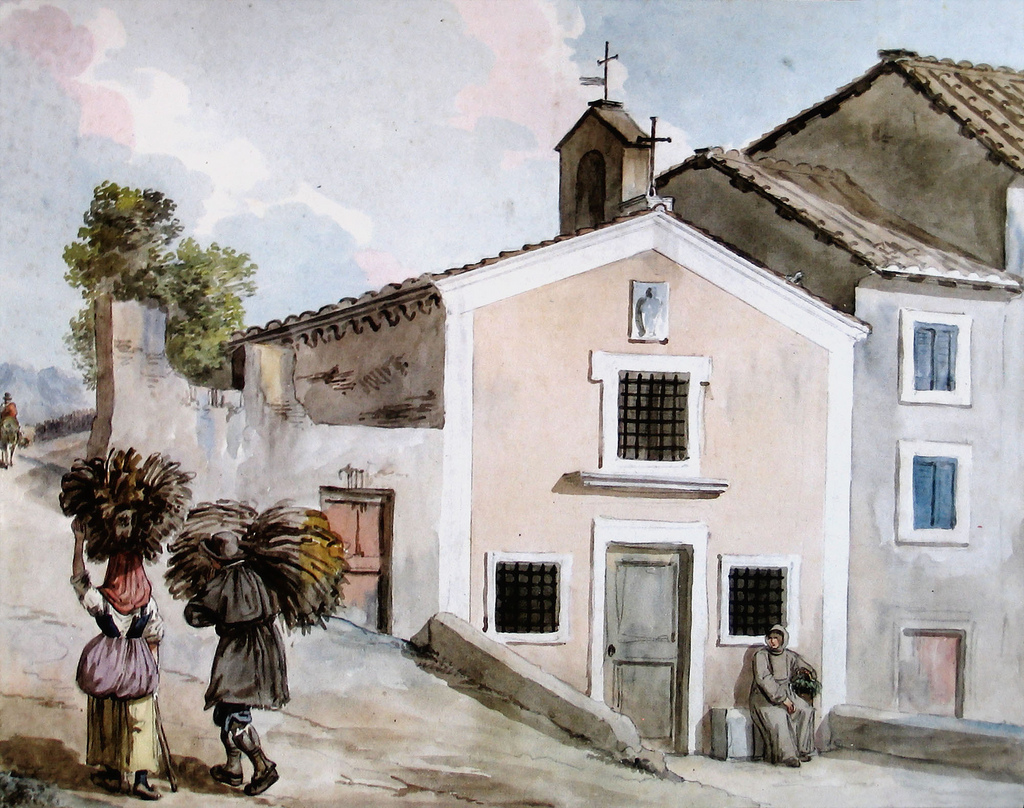
Aquarela de Achille Pinelli (1834).

San Giovanni Battista degli Spinelli era uma igreja de Roma que ficava fora da Muralha Leonina do Vaticano, logo ao norte de seu ponto mais setentrional no canto noroeste da Viale dei Bastione di Michelangelo com a Via Sebastiano Veniero, no sopé do monte Mário, que fica no quartiere Trionfale. Era dedicada a São João Batista.

## História
Esta igreja foi construída em 1617 por Rutilio Brandi, um fabricante de luvas florentino que era discípulo de São Filipe Néri. A dedicação a São João foi escolhida por causa de sua localização, "no deserto", uma referência à posição da igreja num local que era completamente rural na época.
Antes do desenvolvimento urbano da área depois da captura de Roma (1870), havia apenas algumas residências espalhadas por entre vinhas no local, todas servidas por esta pequena igreja. Ela estava sob o controle do capítulo da Basílica de São Pedro e era administrada pela Confraternità del Rosario a Monte Mario. Esta ligação com o santo rosário permaneceu na área depois que a igreja foi demolida através do nome da igreja de Santa Maria del Rosario in Prati.
Giuseppe Vasi a representa em sua vista de Roma de 1765 e a menciona em seu guia de 1761. A igreja foi demolida em 1849 durante o conflito provocado pela proclamação da República de Roma naquele mesmo ano.
A Cappella dell'Istituto Immacolata dei Miracoli foi construída no mesmo quarteirão onde ela ficava no início do século XX.

## Descrição
A igreja ficava onde hoje está a Via Leone IV, logo ao norte do bastião da muralha do Vaticano. A entrada para o edifício no número 2 do lado oeste da rua marca o lugar. Era uma igreja pequena, de planta longa e estreita no formato de um paralelograma inclinado para a direita. O pequeno presbitério quadrado era separado da nave por um arco triunfal. A fachada era simples. A entrada era protegida por uma cornija projetada e sobre ela ficava uma grande janela quadrada com uma moldura barroca elevada. E acima dela ficava um afresco de São João Batista. Um par de janelas menores, também com molduras elevadas, mas mais simples no design, flanqueavam a porta.